# 陸軍軍官学校 (中華民国)
陸軍軍官学校（りくぐんぐんかんがっこう、R.O.C. Military Academy）は、中華民国高雄市鳳山区に位置する、中華民国陸軍の軍官（将校）を養成するための教育機関（陸軍士官学校）。孫文が1924年に広州の黄埔で設立した当時の通称は黄埔軍官学校（こうほぐんかがっこう）であった。

## アクセス
- 最寄駅：高雄メトロ鳳山国中駅

## 歴史
| 年     | 月日     | 事跡                                               |
| ------ | -------- | -------------------------------------------------- |
| 1924年 | -        | 第一次全国大会が広州黄埔にて軍官学校設立を決議     |
| 1924年 | 5月5日   | 「陸軍軍官学校」が開校                             |
| 1924年 | 6月16日  | 開校式典                                           |
| 1925年 | -        | 潮州分校を設置                                     |
| 1926年 | -        | 砲兵科、工兵科を武漢に設置 潮州分校を廃止          |
| 1926年 | 3月      | 「中央軍事政治学校」として改編される               |
| 1926年 | 10月26日 | 政治訓練班（後の「中央軍事政治学校政治科」）を設置 |
| 1927年 | 10月5日  | 「中央陸軍軍官学校」と改称                         |
| 1928年 | 3月      | 南京へ移転                                         |
| 1937年 | 8月      | 成都に疎開開始（1938年11月到着）                   |
| 1946年 | 1月      | 「陸軍軍官学校」と改称                             |
| 1947年 | -        | 鳳山市に於いて「陸軍軍官学校台湾訓練班」を設置     |
| 1949年 | 冬       | 国共内戦の影響により成都を退去、台湾に移動         |
| 1950年 | 3月1日   | 蔣介石より軍官学校復興の演説がなされる             |
| 1950年 | -        | 「陸軍軍官学校台湾訓練班」の施設を利用し復興       |
| 1951年 | 4月      | 台湾で初めての学生募集                             |
| 1954年 | -        | 修業年限を4年に延長                                |
| 1994年 | -        | 女子学生募集を開始                                 |

国共内戦以前の軍官学校については、黄埔軍官学校・保定陸軍軍官学校も参照。

## 組織
- 大学部
  - 教養課程センター
  - 土木学科
  - 情報学科
  - 電気機械学科
  - 機械学科
  - 物理学科
  - 化学学科
  - 管理科学学科
  - 政治学科
  - 外国語学科
  - 軍事管理センター

## 教員

### 歴代校長
| 代     | 氏名   | 任期                    |
| ------ | ------ | ----------------------- |
| 初代   | 蔣介石 | 1924年5月 - 1947年10月  |
| 第2代  | 関麟徴 | 1947年10月 - 1949年9月  |
| 第3代  | 張耀明 | 1949年9月 - 1949年12月  |
| 第4代  | 羅友倫 | 1950年8月 - 1954年8月   |
| 第5代  | 謝肇斉 | 1954年9月 - 1957年3月   |
| 第6代  | 徐汝誠 | 1957年4月 - 1960年12月  |
| 第7代  | 艾靉   | 1961年1月 - 1965年3月   |
| 第8代  | 張立夫 | 1965年3月 - 1970年3月   |
| 第9代  | 林初耀 | 1970年4月 - 1973年2月   |
| 第10代 | 秦祖熙 | 1973年2月 - 1976年3月   |
| 第11代 | 言百謙 | 1976年4月 - 1977年12月  |
| 第12代 | 許歴農 | 1977年12月 - 1979年12月 |
| 第13代 | 朱致遠 | 1979年12月 - 1981年6月  |
| 第14代 | 盧光義 | 1981年7月 - 1983年6月   |
| 第15代 | 黄幸強 | 1983年7月 - 1985年6月   |
| 第16代 | 黄耀羽 | 1985年7月 - 1986年12月  |
| 第17代 | 湯元普 | 1986年12月 - 1989年6月  |
| 第18代 | 胡家麒 | 1989年7月 - 1991年6月   |
| 第19代 | 楊徳智 | 1991年7月 - 1993年9月   |
| 第20代 | 馬登鶴 | 1993年9月 - 1996年7月   |
| 第21代 | 童兆陽 | 1996年7月 - 1997年7月   |
| 第22代 | 丁渝洲 | 1997年7月 - 1998年1月   |
| 第23代 | 張岳衡 | 1998年1月 - 2002年2月   |
| 第24代 | 楊国強 | 2002年3月 - 2005年6月   |
| 第25代 | 王根林 | 2005年7月 - 2006年6月   |
| 第26代 | 陳良沛 | 2006年8月 - 2010年7月   |
| 第27代 | 全子瑞 | 2010年8月 -             |

## 主な出身者
- 中華民国国軍指揮官
  - 杜聿明：第1期
  - 胡宗南：第1期
  - 黄維：第1期
  - 張霊甫：第4期
  - 戴笠：第6期
  - 郝柏村：第12期
- 中国人民解放軍指揮官
  - 左権：第1期
  - 陳賡：第1期
  - 林彪：第4期
  - 徐向前
  - 蔣先雲
  - 劉志丹
  - 羅瑞卿
  - 周士第